# Dasychira meridionalis
Dasychira meridionalis är en fjärilsart som beskrevs av Barnes och Mcdunnough 1913. Dasychira meridionalis ingår i släktet Dasychira och familjen tofsspinnare. Inga underarter finns listade i Catalogue of Life.